# Vopnafjörður
Pour l’article homonyme, voir Vopnafjörður (fjord).
Vopnafjörður est une localité islandaise de la municipalité de Vopnafjarðarhreppur située au nord-est de l'île, dans la région d'Austurland, au bord du fjord du même nom. En 2011, le village comptait 529 habitants.

## Toponymie
En islandais, ce nom signifie Fjord des armes.

## Personnalités liées à la localité
- Halldór Ásgrímsson, homme politique islandais, Premier ministre d'Islande du 15 septembre 2004 au 5 juin 2006 et président du Parti du progrès de 1994 à 2006, y est né le 8 septembre 1947.